# Regierungsgebäude (Liechtenstein)

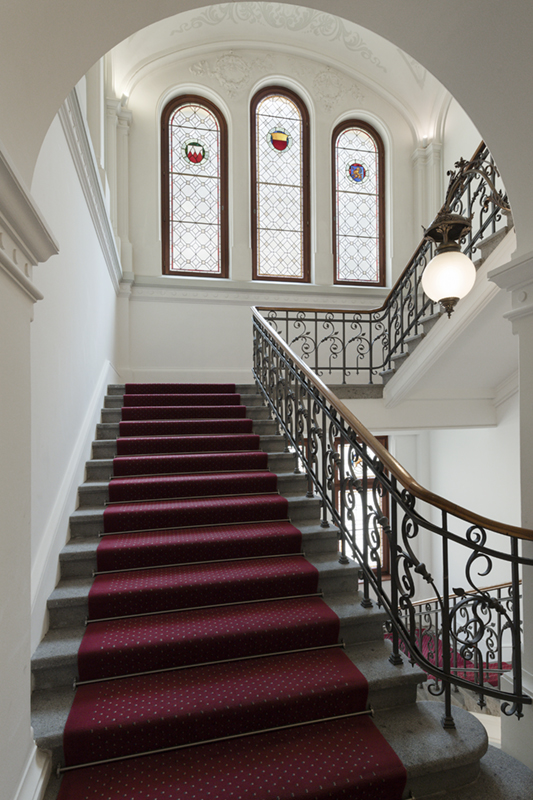
Eingangsbereich und Treppenhaus. Blick ins Treppenhaus und zu den drei ostseitigen Rundbogenfenstern. Aus der Erbauungszeit 1903/1905 stammen die schmiedeeisernen Treppengeländer, Messinglampen und die von der Tiroler Glasmalerei- und Mosaikanstalt, Innsbruck, ausgeführten Fenster. IKR/Martin Walser

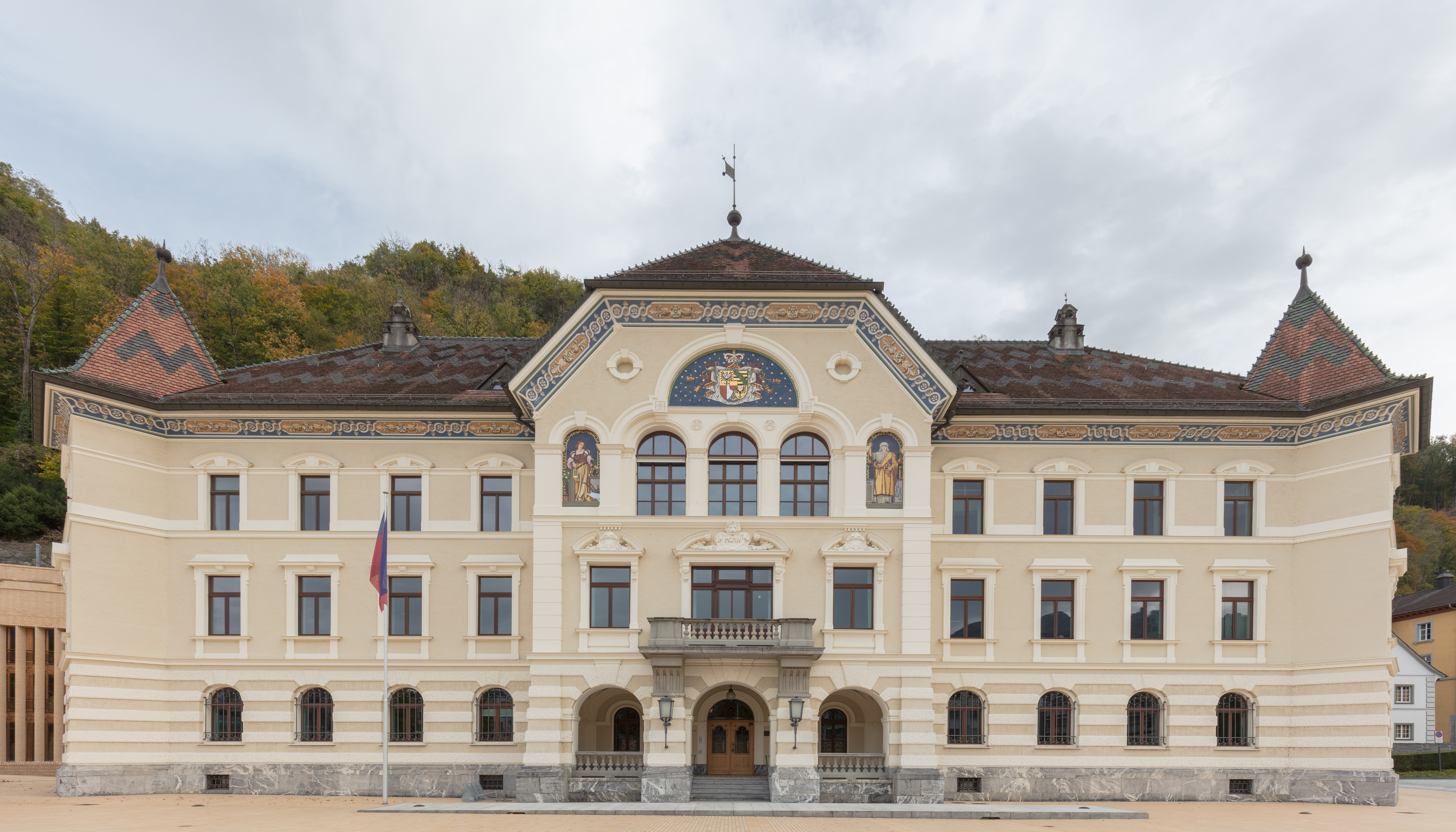
Regierungsgebäude des Fürstentums Liechtenstein

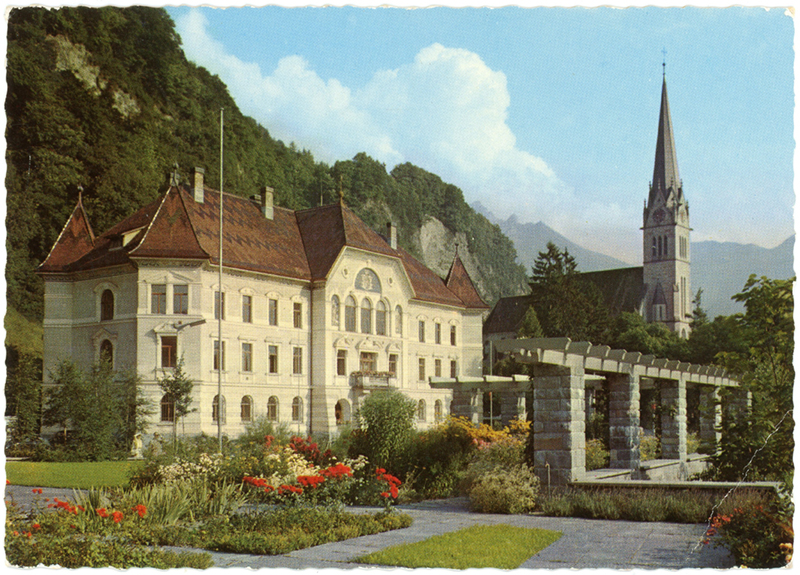
Regierungsgebäude mit Park, im Hintergrund Pfarrkirche St. Florin (Postkarte), ca. 1965, Postkarte: Verlag Atelier Oehri, Vaduz / Verlag Atelier Oehri, Vaduz, LI LA B_11V6_002_249

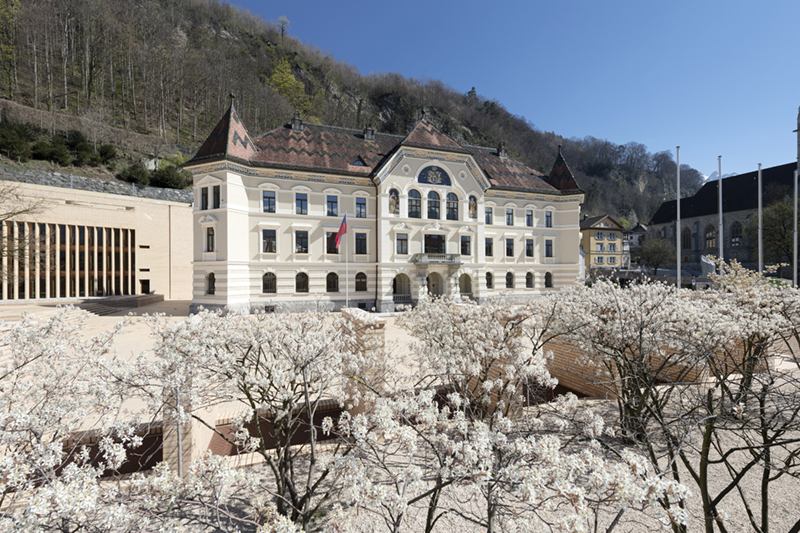
Das Regierungsgebäude von aussen. IKR/Martin Walser

Das Regierungsgebäude des Fürstentums Liechtenstein wurde in den Jahren 1903–1905 errichtet und ist seither Sitz der Regierung. Das im Zentrum von Vaduz gelegene Gebäude war dabei – mit Unterbrechungen – bis zur Eröffnung des neuen Landtagsgebäudes im Jahr 2008 auch Sitz des Landtags des Fürstentums Liechtenstein.

## Vorgeschichte
Die Vorläufer des heutigen Fürstentums Liechtenstein waren bis 1719 die reichsunmittelbaren Landschaften Grafschaft Vaduz und Herrschaft Schellenberg. 1699 kaufte Fürst Hans Adam I. die Herrschaft Schellenberg und 1712 die Grafschaft Vaduz. Das Fürstenhaus benötigte ein reichunmittelbares Territorium, um in den Reichsfürstenrat aufgenommen zu werden. Unter Fürst Anton Florian wurden die zwei Gebiete 1719 zu einem Reichsfürstentum Liechtenstein erhoben. 1806 gründete Napoleon Bonaparte den Rheinbund und er hat das Reichfürstentum als souveränen Staat aufgenommen. Nach wie vor war das Fürstentum Liechtenstein wirtschaftlich ein wertloses Gebiet. Die regierenden Fürsten wohnten bis 1938 nicht in Liechtenstein und sie regierten bis 1862 absolutistisch. Da der jeweils regierende Fürst selber nicht vor Ort war, wurde bis 1921 ein österreichischer Beamter mit der Regierung des Fürstentums betraut. Der Beamte wurde als Landvogt und als Zugeständnis an die Revolution ab 1848 als Landesverweser bezeichnet.

## Baugeschichte

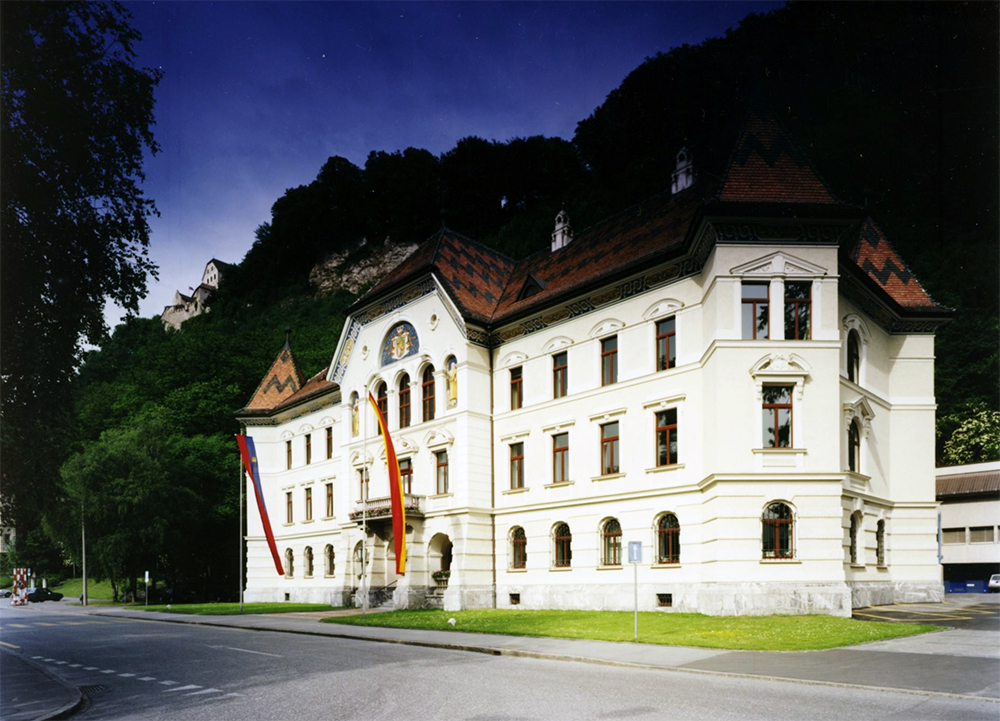
Das Regierungsgebäude vor der Platzgestaltung

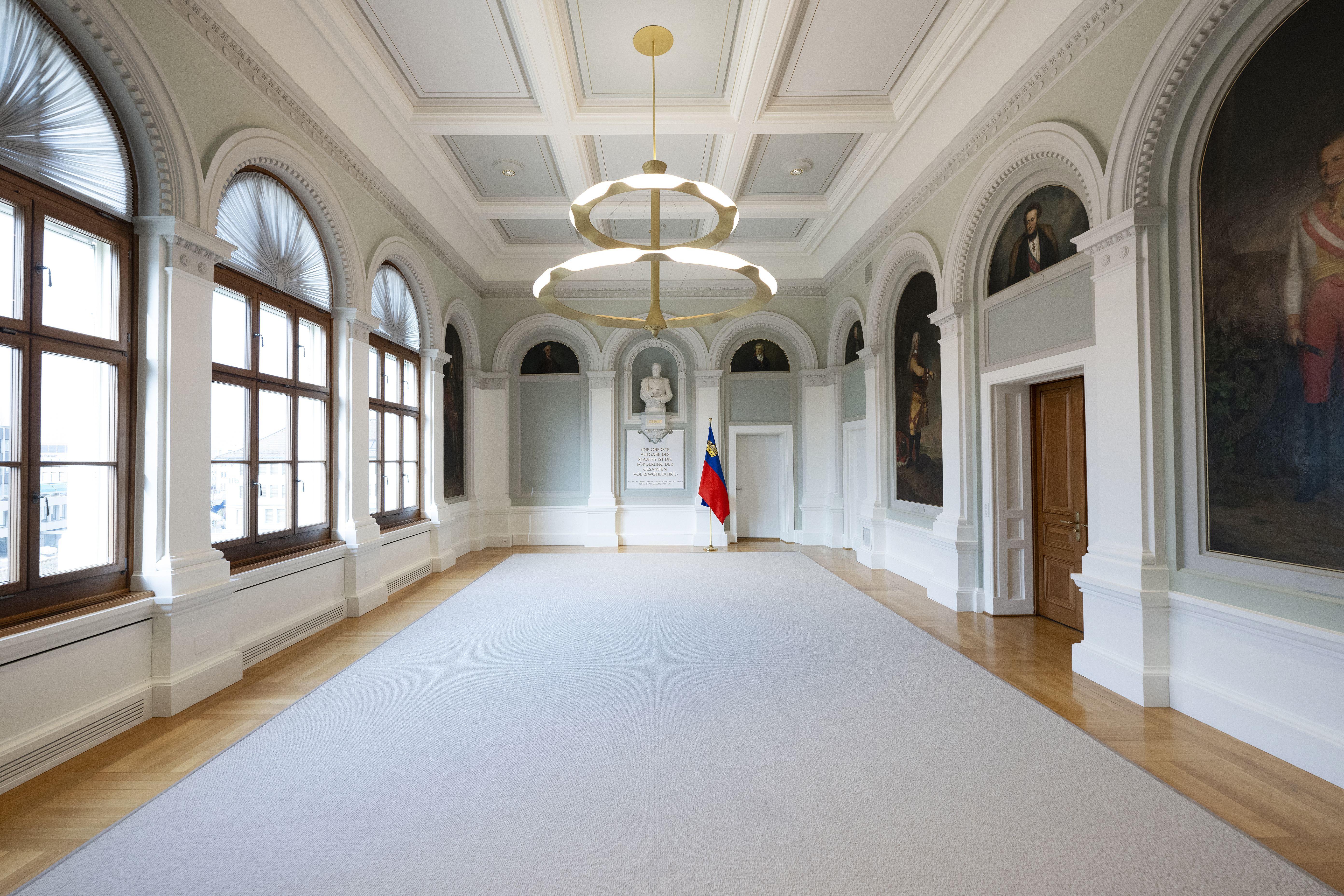
Fürst Johannes Saal: Blick zur Nordwand mit der zentralen Halbfigur des Landesfürsten, in dessen Auftrag die künstlerische Ausgestaltung des Saals erfolgte.

Um die Jahrhundertwende vom 19. ins 20. Jahrhundert war Karl von In der Maur amtierender Landesverweser resp. Regierungschef. Die staatlichen Behörden und Ämter waren in verschiedenen Gebäuden untergebracht. Sie waren wenig zweckmässig und die räumlichen Verhältnisse beengt. Am 12. Juni 1899 ersuchte der liechtensteinische Landtag die Regierung, die nötigen Schritte zur Erstellung eines neuen liechtensteinischen Amtsgebäudes einzuleiten. Damit sollte auch ein repräsentativer und würdiger Sitzungsort für die Regierung geschaffen werden. Der Landesverweser wandte sich an den damals regierenden Fürsten Johann II., der hauptsächlich in Wien, Böhmen und Mähren residierte. Der Fürst beauftragte seinen Architekten, Gustav Ritter von Neumann, Projektpläne zu verfassen. Während der Bauphase kam es zu etlichen Diskussionen, insbesondere bezüglich der Kosten. Letztlich kostete das Gebäude rund 380'000 Kronen, was rund 25 % über den Staatseinnahmen des Jahres 1905 lag. Der Bau konnte nur realisiert werden, weil Fürst Johann II. den Baugrund kostenlos zur Verfügung stellte, und aus seiner privaten Schatulle 100'000 Kronen bezahlte. Die Eröffnung des Regierungsgebäudes erfolgte anlässlich einer Landtagssitzung am 28. Dezember 1905.

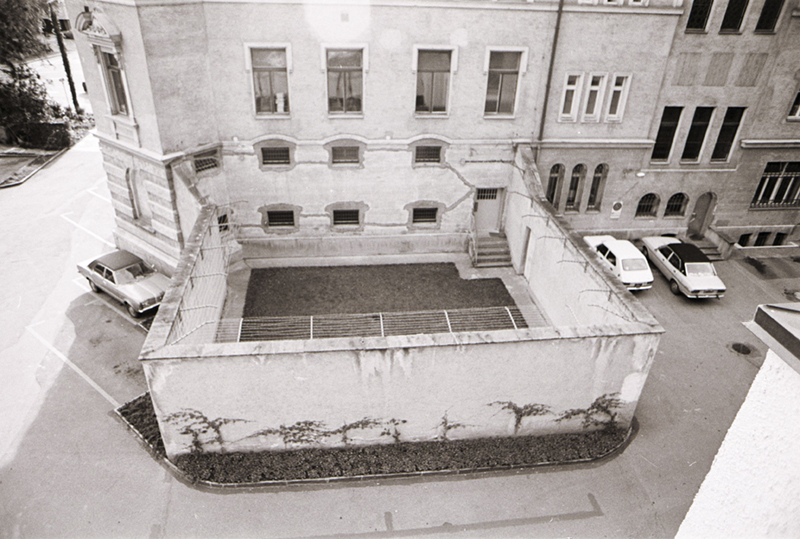
Gefängnishof am Regierungsgebäude Vaduz, 05.1978, Foto: Landesarchiv / Xaver Jehle, Schaan, LI LA SgAV_09_049_029_006

## Beschreibung
Im Baugrund waren Grundwasser und eine dicke Lehmschicht. Als Fundierung entschied man sich für eine Pfahlfundierung. Etwa 800 Pfähle von ca. 5 Metern Länge wurden mit einer Dampframme eingeschlagen. Architektonisch erinnert der dreigeschossige Bau an einen Spätrenaissancepalast. Das Gebäude weist eine reiche Verzierung mit diversen Ornamenten an der West-, Nord- und Südfassade auf, während die dem Berghang und Schlosswald zugewandte Fassade schlichter gestaltet ist.

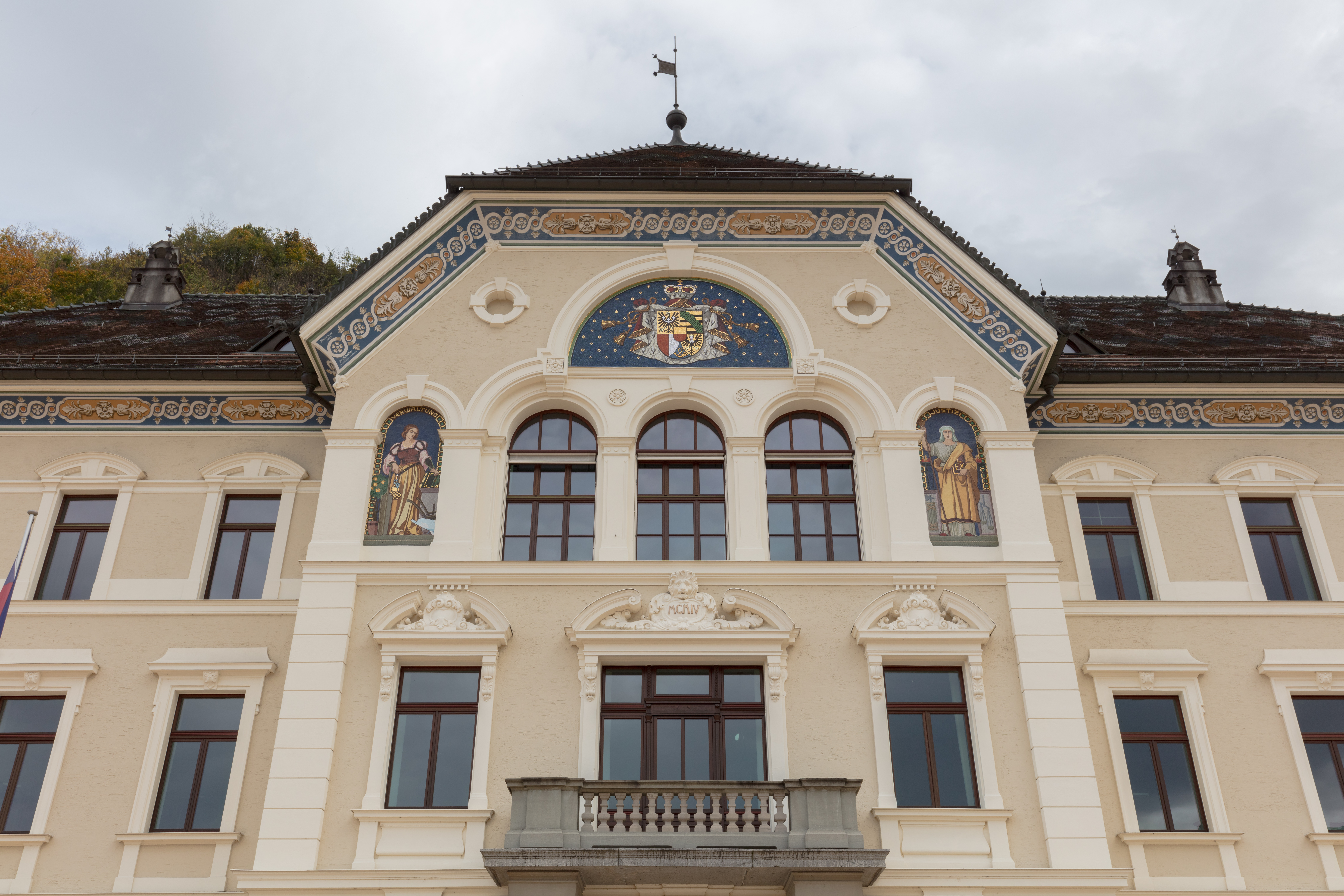
Mosaikbilder am Regierungsgebäude

## Lage
Die Adresse lautet Peter-Kaiser-Platz 1, 9490 Vaduz, Fürstentum Liechtenstein.
Südlich des Gebäudes befindet sich das Geburtshaus von Josef Gabriel Rheinberger, das Liechtensteinische Standesamt und die Kathedrale St. Florin. Nördlich des Regierungsgebäudes ist das im Jahr 2008 eröffnete Landtagsgebäude gelegen.

## Künstlerische Gestaltung
Nebst dem hohen Ausbaustandard sollte die künstlerische Ausstattung die besondere Funktion des Gebäudes unterstreichen.
Überhaupt sollte das Regierungsgebäude das erstarkte liechtensteinische staatliche Selbstbewusstsein zum Ausdruck bringen und den Mittelpunkt des politischen Lebens und der Verwaltung repräsentieren.

### Künstlerische Ausstattung der Fassade
Die Frontansicht (Westfassade) wird durch einen Balkon mit Balusterbrüstung aus Sandstein im 1. Obergeschoss betont. Darüber ist im Giebel des breiten Mittelfensters ein Löwe mit Kartusche, darin die römische Zahl MCMIV. Im 2. Obergeschoss befinden sich die rundbogigen Drillingsfenster des Fürst-Johannes-Saals (Landtagssaal). Links neben den Rundfenstern ist die allegorische Frauengestalt Verwaltung mit Steuerruder dargestellt, während im rechten Bereich Justitia mit Gesetzesbuch und Stab abgebildet ist. Die drei Glasmosaikbilder wurden in den Jahren 1911–1912 in Innsbruck zu einem vom Landtag beschlossenen Betrag von 1‘000 Kronen erstellt.
Im zentralen Bereich über den drei Rundbogenfenstern ist das Staatswappen von Liechtenstein mit blauem Sternenhimmel als Hintergrund angebracht.
Unter dem Dach umläuft eine Hohlkehle das Gebäude und leitet zum Dach über. Die als Luzerner Muster bezeichnete ornamentale und florale Bemalung der Hohlkehle wurde auf Wunsch des Fürsten Johann II. angebracht. Das Hauptdach besitzt ein Walmdach, während die Eckrisalite Pyramidendächer tragen. Die Dächer sind mit roten Dachziegeln gedeckt, die mit olivgrünen, glasierten Ziegeln kombiniert sind, sodass ein Zackenmuster entsteht.

### Künstlerische Ausstattung im Innenbereich

#### Fürst Johannes Saal
Repräsentatives Kernstück des Regierungsgebäudes ist der ehemalige Landtagssaal. Dessen künstlerische Ausstattung erfolgte im Auftrag des Landesfürsten Johann II. durch Wiener Künstler, nämlich den Bildhauer Josef Beyer sowie die Maler Eduard Gerisch, Rudolf Sagmeister, Maria Schöffmann und Raimund von Stillfried. Die Werke zeugen von einem als traditionell zu bezeichnenden Kunstverständnis des Auftraggebers, das im Kontext der geistesgeschichtlichen Strömungen in Wien um 1900 steht.
Beginnend an der Südseite von links nach rechts, wird die Entstehung des Fürstentums Liechtenstein erzählt. Es beginnt mit den Wappen der Grafen von Werdenberg und den Freiherren von Brandis. Gefolgt von den Grafen von Sulz und Grafen von Hohenems. Dazwischen ist das Staatswappen unter der Fürstenkrone. Nach dem Wappen der Grafen von Hohenems folgt die Überleitung zu den Bildnissen der regierenden Fürsten von Liechtenstein. Hierzu gehören vier Ganzfigurenbildnisse mit Angabe der Regierungszeiten von Johann Adam I. (1699–1712), Anton Florian (1718–1721), Josef Wenzel (1712–1718, 1732–1745 und 1748–1772) und Johann I. (1805–1836). Dazu fünf Fürstenbildnisse, die als Brustbilder ausgeführt sind. Ebenfalls mit Angaben der Regierungszeiten. An der Nordseite befindet sich an zentraler Stelle in einer palmettenumrahmten Nische über palmettenverzierter Konsole die Halbfigur des Landesfürsten Johann II. von Liechtenstein. Eine Schriftenrolle in der Rechten und mit der Linken den Mantel haltend. Unter der Halbfigur ist ein Schriftzug von Artikel 14 der liechtensteinischen Verfassung zu sehen: „Die oberste Aufgabe des Staates ist die Förderung der gesamten Volkswohlfahrt.“ Diese Tafel wurde anlässlich des 100-jährigen Verfassungsjubiläums im Jahr 2021 erstellt.

#### Eingangshalle und Treppenhaus
In der Eingangshalle wird mit einer Gedenktafel an Fürst Johann II. erinnert. Darauf ist zu lesen: "Erbaut unter der Regierung seiner Durchlaucht des Fürsten Johann II. in den Jahren 1903 bis 1905". Ein elegantes, stuckverziertes Treppenhaus führt bis zum 2. Obergeschoss, wo es mit einem Kuppelgewölbe abschliesst. Das Ganze wird komplettiert durch ein schmiedeeisernes Treppengeländer und Messinglampen mit Palmettendekor und milchfarbenen Gläsern in Kugelform.
Die hohen rundbogigen Glasfenster im Treppenhaus wurden 1905 von der Tiroler Glasmalerei und Mosaikanstalt gefertigt. Die Kathedralverglasung ist mit Wappen und Inschriften verziert und erinnert an die Herrschaften vor der Entstehung Liechtensteins. Es sind dies: 1. Grafen von Montfort-Werdenberg Sargans zu Vaduz, 2. Herren von Schellenberg, 3. Freiherren von Brandis, 4. Grafen von Sulz zu Vaduz, 5. Grafen von Hohenems zu Vaduz. Die Gründung des Fürstentums Liechtenstein ist mit dem Stammwappen des Fürstenhauses dargestellt.

## Verwendungszwecke
Das Regierungsgebäude war für die damalige Zeit überaus grosszügig konzipiert und diente einer ganzen Reihe an unterschiedlichen Funktionen: Haus der Regierung und des Parlamentes, des Gerichtes und fast der gesamten Landesverwaltung. Auch der Polizeiposten und das einzige Gefängnis Liechtensteins waren hier untergebracht. Ebenfalls befand sich im Regierungsgebäude die Sparkasse, die heutige Liechtensteinische Landesbank. Räumlichkeiten wurden auch vermietet wie zum Beispiel an die Bank in Liechtenstein, jetzt LGT Group  oder an die Alters- und Hinterbliebenen Versicherung (AHV).
Im Laufe der Jahrzehnte änderten sich die Funktionen. Die Aufgaben von Regierung, Gerichtsbarkeit und Verwaltung nahmen zu. Die steigenden Anforderungen führten zur steten Ausgliederung von Verwaltungsbereichen. Mit der Erhöhung der Abgeordneten im Landtag wurde auch der Fürst-Johannes-Saal als Tagungsraum zu klein. 1991 bezog die Landespolizei den Neubau mit Gefängnis im Süden von Vaduz. Heute dient das Regierungsgebäude ausschliesslich der Regierung und ihr zugeordneter Dienststellen.
Das "Grosse Haus", das alle drei Gewalten staatlicher Macht vereinte, wandelte sich zum tatsächlichen Regierungsgebäude.

## Umbauten und Renovationen
1969 erfolgte eine erste Renovierung des Landtagssaals.
1985/86 wurde der bislang als Abstellraum genutzte Dachraum zu Büro-, Konferenz- und Archivräumen ausgebaut. Gleichzeitig wurde eine Innenrenovierung des 2. Obergeschosses einschliesslich Landtagssaal vorgenommen.
Mit dem Auszug der Landespolizei und dem Freiwerden des Gefängnistrakts 1991 folgten 1991/92 weitere Massnahmen: Neugestaltung der Eingangshalle mit Regierungskanzlei, Presseamt, Telefonzentrale, Archivräume im Keller, Abbruch der Gefängnismauer. Dazu Innenrenovation der übrigen Stockwerke mit besonderem Schwerpunkt bei der Raumgruppe des Regierungschefs im 1. Obergeschoss.

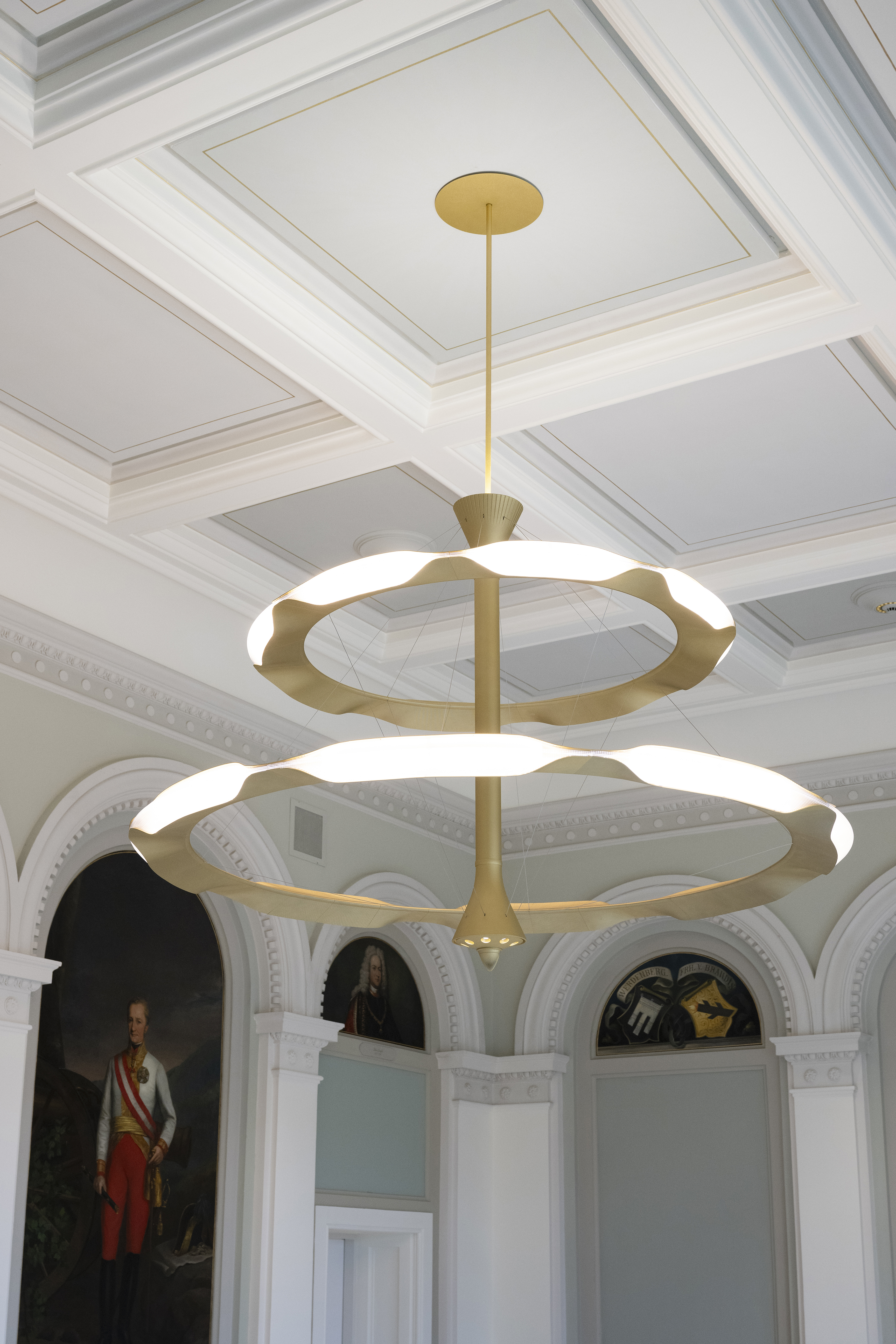
Fürst Johannes Saal: Der Kronleuchter wurde im hochmodernen Rapid-Prototyping-Verfahren gefertigt – einer Technologie, die auch in der Raumfahrt, der Formel 1 und der Medizintechnik Anwendung findet.

Im Jahr 2023 wurde das ehemalige Büro des Regierungschefs saniert und zum neuen Regierungssitzungszimmer umgestaltet. Somit liegt das Regierungssitzungszimmer seither an einer sehr zentralen Stelle des Regierungsgebäudes, und zwar im 1. Obergeschoss, direkt unter dem Fürst Johannes Saal – von aussen zu erkennen am Balkon, der auf den Peter-Kaiser-Platz zeigt. Dabei wurde darauf geachtet, dass die Symmetrie des ursprünglichen Raumes wiederhergestellt wurde. Die Fläche des Regierungssitzungszimmers beläuft sich nun genau auf die Fläche des darüberliegenden Fürst Johannes Saals, der ebenfalls eine Grösse von 72 Quadratmetern aufweist.
In den Jahren 2024 und 2025 wurde der Fürst Johannes Saal einer sanften Modernisierung unterzogen. Neben der Umstellung auf energieeffiziente Lichttechnik lag der Fokus auf der Verbesserung der Raumakustik und einer behutsamen gestalterischen Aufwertung.
Ein zentrales Element der Neugestaltung ist der neue Kronleuchter, der in Zusammenarbeit mit der Lichtdesignerin Julia Hartmann (lightsphere) und dem Produktdesigner Markus Bischof entstanden ist. Die beiden renommierten Fachleute orientierten sich bei ihrem Entwurf an den Proportionen und der Symbolik des ursprünglichen Lüsters, der einst von Gustav von Neumann, dem Architekten des Regierungsgebäudes, entworfen wurde. Ihr Ziel war es, dessen historische Gestaltung aufzugreifen und mit innovativer Fertigungstechnik in die Gegenwart zu übertragen. Der neue Leuchter wurde im additiven Fertigungsverfahren (3D-Druck) aus Aluminium und Kunststoff gefertigt. Diese moderne Technologie ermöglicht eine präzise und komplexe Gestaltung bei ressourcenschonender Materialnutzung.
Neben seiner primären Funktion als Lichtquelle entfaltet der Kronleuchter eine starke visuelle Wirkung. Durch seine markante Form, seine beeindruckenden Dimensionen und das durchdachte Lichtkonzept prägt er das Ambiente des Saals und trägt dazu bei, dass der Raum auch künftig ein zentraler Ort für offizielle Anlässe und Empfänge der Regierung bleibt. Inspiriert von der Bewegung eines Kreisels – der Stabilität nur durch Rotation bewahrt – steht er sinnbildlich für das Zusammenspiel von Tradition und Fortschritt, dass die Regierung in ihrem Handeln leitet.

## Besucher
Das Regierungsgebäude kann auf Voranmeldung beim Unternehmen Mein Lie-Guide im Rahmen einer Führung besichtigt werden. In Vaduz stehen öffentliche, kostenpflichtige Parkplätze zur Verfügung. Reisebusse können beim Reisebusterminal in Vaduz anhalten.

## Geschichten und Anekdoten

### "Time is Money"
Landesverweser Karl von In der Maur setzte sich für den Bau eines Amtsgebäudes ein. Die staatlichen Organe und Ämter waren wenig zweckmässig in verschiedenen Gebäuden untergebracht. Von In der Maur argumentierte: "Infolge dieser Übelstände und Hemmnisse, die so sehr in die Augen springen, dass sie durch Beispiele, die zahlreich zur Verfügung stünden, nicht näher erläutert zu werden brauchen, mussten sowohl die einzelnen Amtsorgane wie die bei ihnen vorsprechenden Parteien viel Zeit unnütz vertrödeln und dies in einer Zeit, wo der Grundsatz gilt: time is money".

### Deckeneinsturz
Während der Ausbauarbeiten des Dachstuhles 1985/86 stürzte die Decke über dem Sitzungszimmer der Regierung ein. Dieser Einsturz verlief glücklicherweise ohne Personenschaden.

### Tötungsdelikt
Der Fürst Johannes Saal diente unter anderem auch als Gerichtssaal. Am 20. Juli 1974 geschah eine für damals wie auch heute unfassbare Tragödie. Nachdem der Obergerichtspräsident Walter Hildebrand die Berufungsklage eines Bauherrn abgelehnt hatte, zog dieser aus seiner Aktentasche eine achtschüssige Pistole. Er gab insgesamt sechs Schüsse ab. Der Vertreter der Gegenpartei bekam einen Treffer in den Oberarm. Obergerichtspräsident Hildebrand wurde aus nächster Nähe von zwei Schüssen in den Kopf getroffen und stürzte rücklinks zu Boden, während sich die Beisitzer rechtzeitig hinter dem Richterpult in Sicherheit bringen konnten. Mit der Pistole in der Hand flüchtete der Täter über die Diensttreppe ins untere Stockwerk. Beamte des Sicherheitskorps (Landespolizei), das damals noch im Regierungsgebäude untergebracht war, konnten den Täter festnehmen. Obergerichtspräsident Walter Hildebrand erlag seinen schweren Verletzungen.